# SMP Racing
Az SMP Racing egy orosz csapat, amelyet Boris Rotenberg orosz üzletember alapított 2013-ban. A csapat elsődleges célja, hogy új tehetségeket támogasson.

## A Hosszútávú-világbajnokság (WEC)

### 2014: Sikerek az LMP2-es osztályban
A csapat története a Hosszútávú-világbajnokságon 2014-ben kezdődik, amikor is egy teljes szezont teljesítettek az LMP2-es kategóriában. Az állandó versenyzők az orosz Sergej Zlobin, Kirill Ladygin, Viktor Shaytar, Anton Ladygin, az olasz Maurizio Mediani valamint a francia Nicolas Minassian voltak. A szezont egy Oreca 03-as versenyautóval teljesítették. Az orosz alakulat első kiemelkedő eredménye a Le Mans-on elért kategória győzelem volt. Végül 146 ponttal a 27-es rajtszámú autóval Sergej Zlobin bajnoki címet szerzett, emellett pedig a csapatbajnoki címet is sikerült megkaparintaniuk.

### 2015: További győzelmek immáron az LMGTE Am kategóriában
A következő szezonra a csapat egy másik kategóriában az LMGTE Am-ban mérettetik meg magukat. Változás az előző évhez képest, hogy most már a csapat egy Ferrari 458 Italia GT2 modellel, valamint egy megváltozott versenyzői felállással állt rajthoz. Egyedül Viktor Shaytar maradt az eredeti versenyzők közül. Hozzá csatlakozott a szintén orosz Aleksej Basov és Andrea Bertolini. A váltás ellenére a csapat továbbra is erősnek bizonyult, ugyanis a szezon során 3 győzelmet gyűjtöttek sorozatban: egy újabb kategóriagyőzelem a Le Mans-on és további első helyek Németország-ban és Amerikában. A kategóriát végül 165 ponttal az élén zárta az orosz-olasz trió.

### 2016: Visszatérés a kiindulóponthoz

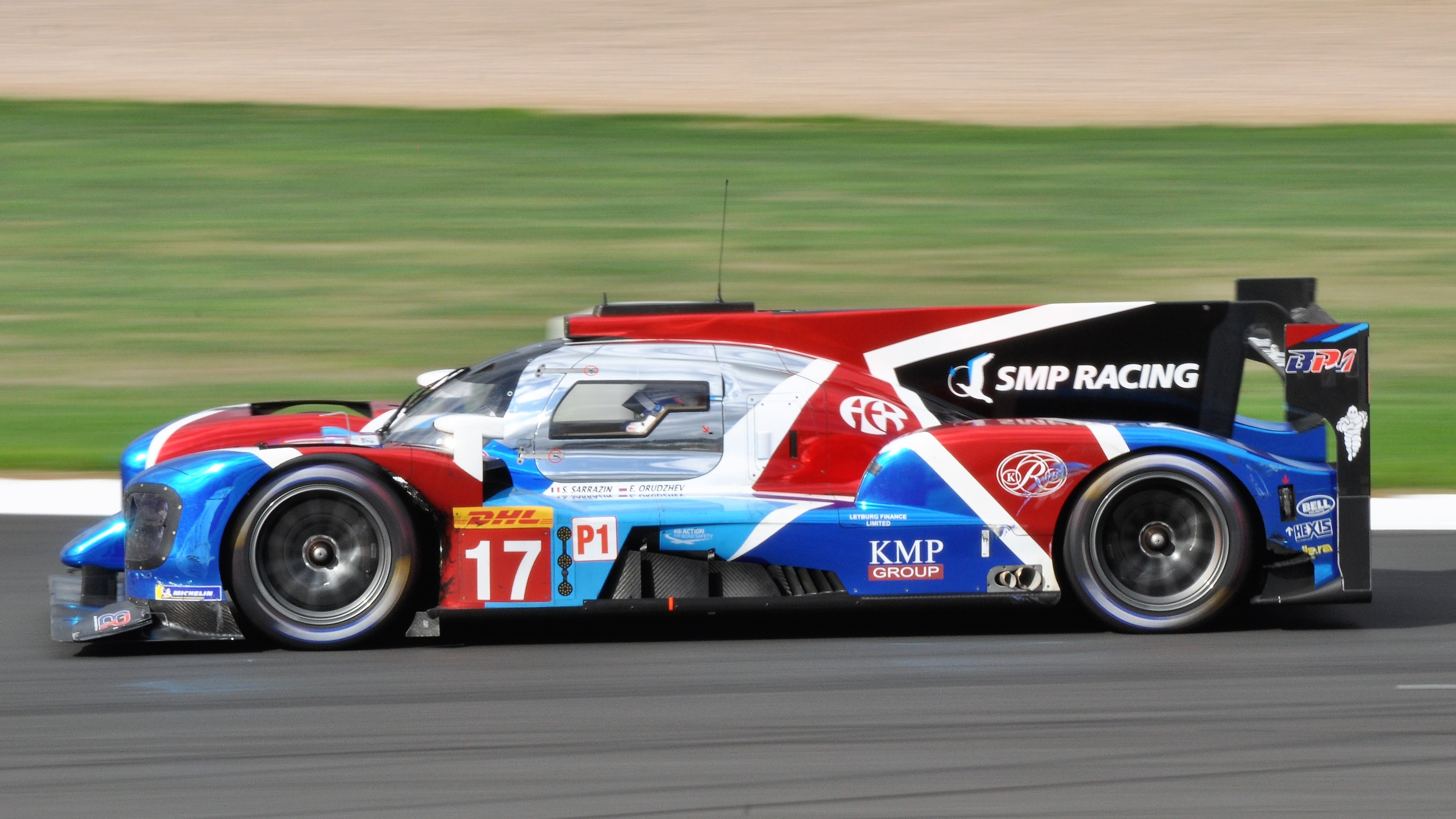
Az SMP Racing első saját fejlesztésű versenygépe: a BR01

2016 ismét változásokat hozott az orosz istálló életében: visszatértek az LMP2 kategóriába a legelső saját fejlesztésű autójukkal, a BR01-el. A versenygép központi egysége egy Nissan VK45DE 4.5 L V8-as motor volt. Viktor Shaytar továbbra is hűséges maradt csapatához. Visszatért a francia Nicolas Minassian, az olasz Maurizio Mediani valamint az orosz Kirill Ladygin. Két további versenyző csatlakozott: Mihail Aljosin és a Formula–1-et is megjáró Vitalij Petrov. Az idény azonban nem hozott számukra olyan sikereket, mint amilyeneket korábban tapasztalhattak. Le Mans-i harmadik pozíciójukat leszámítva csak is az alacsonyabb pontszerző helyeket sikerült megszerezniük. Az idényt a kilenc helyen zárták.

### 2018–19: A nagyok között és az utolsó szezon – LMP1
A bajnokság történetének első "szuper-szezonjában" ismét része lett a bajnokság körforgásának az orosz alakulat. Továbbra is a BR01 géppel vettek részt a versenyeken, a motoruk azonban egy AER P60B 2.4 L Turbo V6 lett. Petrov és Aljosin továbbra is a csapatnál maradt, hozzájuk csatlakozott az orosz Jegor Orudzsev és Matevos Isaakyan, valamint a tapasztalt Stéphane Sarrazin. A szezon során több korábbi Formula–1-es versenyző is megfordult náluk, többek között az orosz Szergej Szirotkin, a korábbi világbajnok Jenson Button, és a belga Stoffel Vandoorne, továbbá a WEC bajnok és Le Mans győztes, Brendon Hartley. A szezont kiesésekkel és kevés pontokkal indította a csapat, azonban az egymás utáni 4 dobogós helyezés elősegítette a csapat #11-es számú versenygépet az év végi 4. pozícióhoz a bajnoki összetettben. Az SMP ugyan nevezett a 2019–20-as idényre két autóval, azonban az szezon előtti barcelonai tesztek előtt két héttel bejelentést tettek, miszerint nem folytatják az LMP1-es és a Hosszútávú-világbajnoki szereplést, különböző okokra hivatkozva.

## Bajnokságok
A táblázat azokat a sorozatokat sorolja fel, amelyekben a csapat valamilyen formában jelen volt és van.
| Bajnokság                   | Kategória | Időszak         |
| --------------------------- | --------- | --------------- |
| WEC                         | LMP2      | 2014, 2016      |
| WEC                         | LMGTE Am  | 2015            |
| WEC                         | LMP1      | 2018–19         |
| Európai Le Mans sorozat     | LMP2      | 2013, 2015–2017 |
| Európai Le Mans sorozat     | GTC       | 2013, 2014      |
| Európai Le Mans sorozat     | LM GTE    | 2014            |
| Blancpain GT Endurance kupa | Pro       | 2017–2019       |

## Támogatott versenyzők

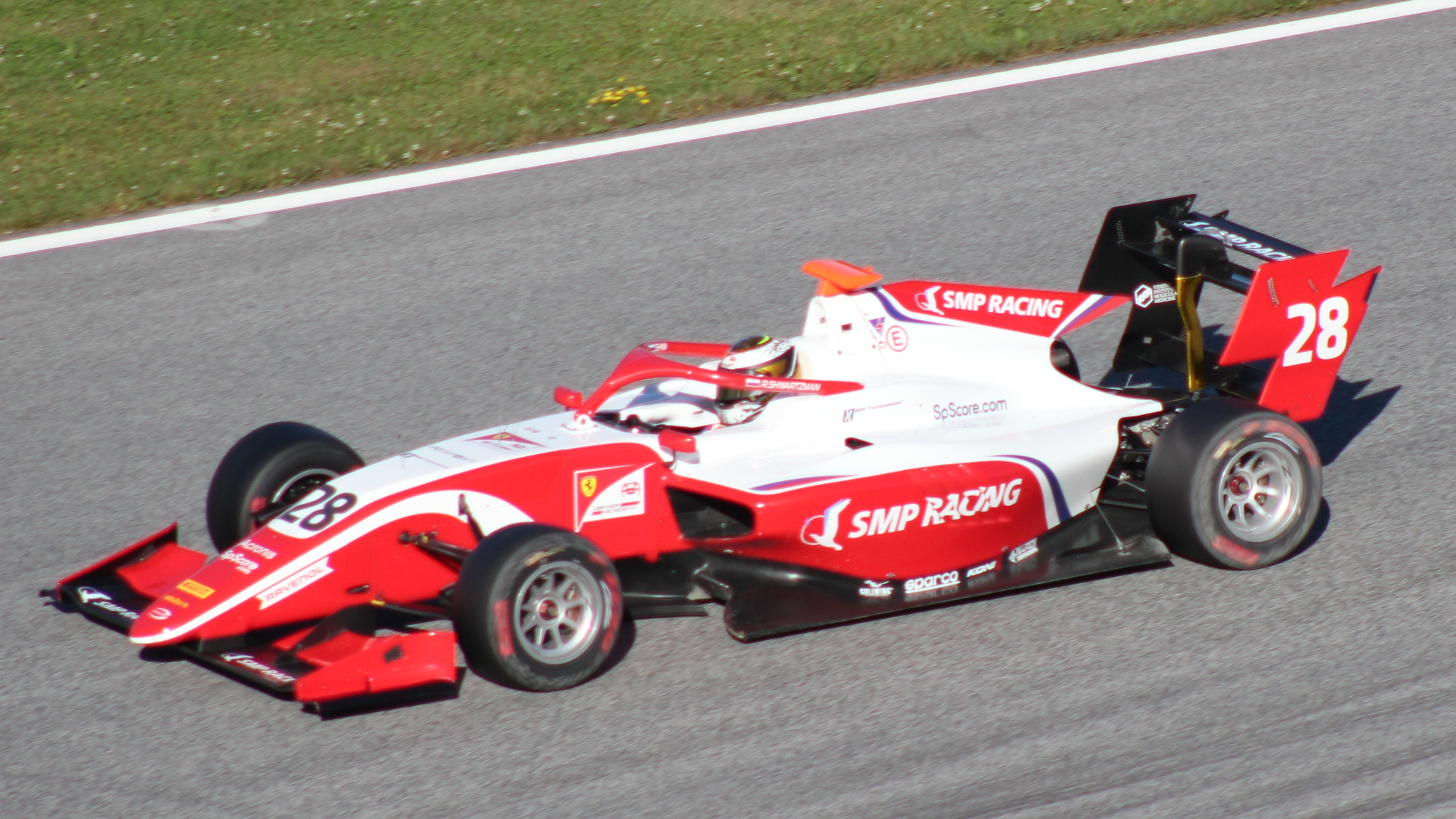
Robert Svarcman a 2019-es FIA Formula–3 bajnokság mezőnyének tagja.

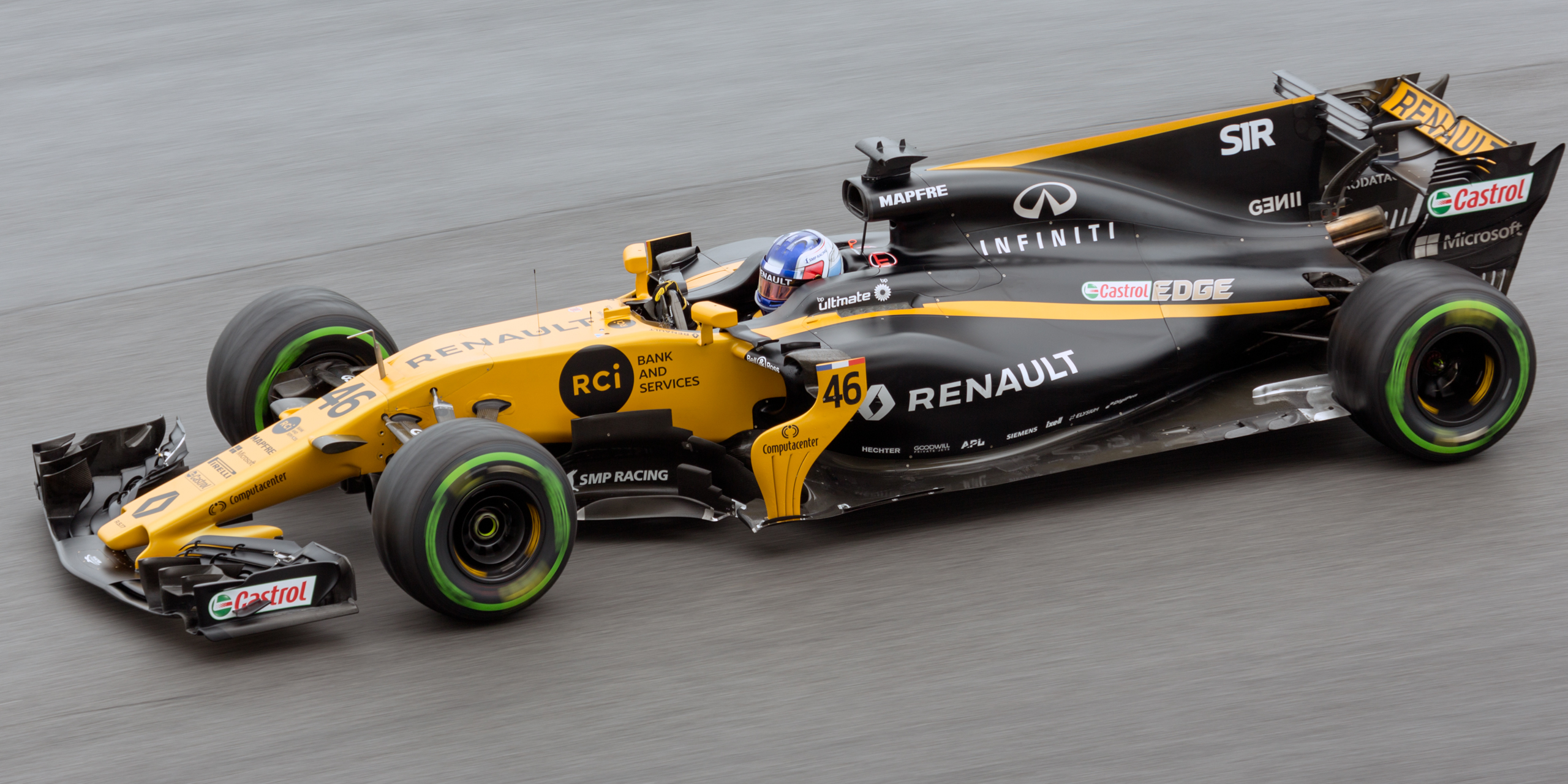
Szirotkin a 2017-es Formula–1 maláj nagydíj szabadedzésén.

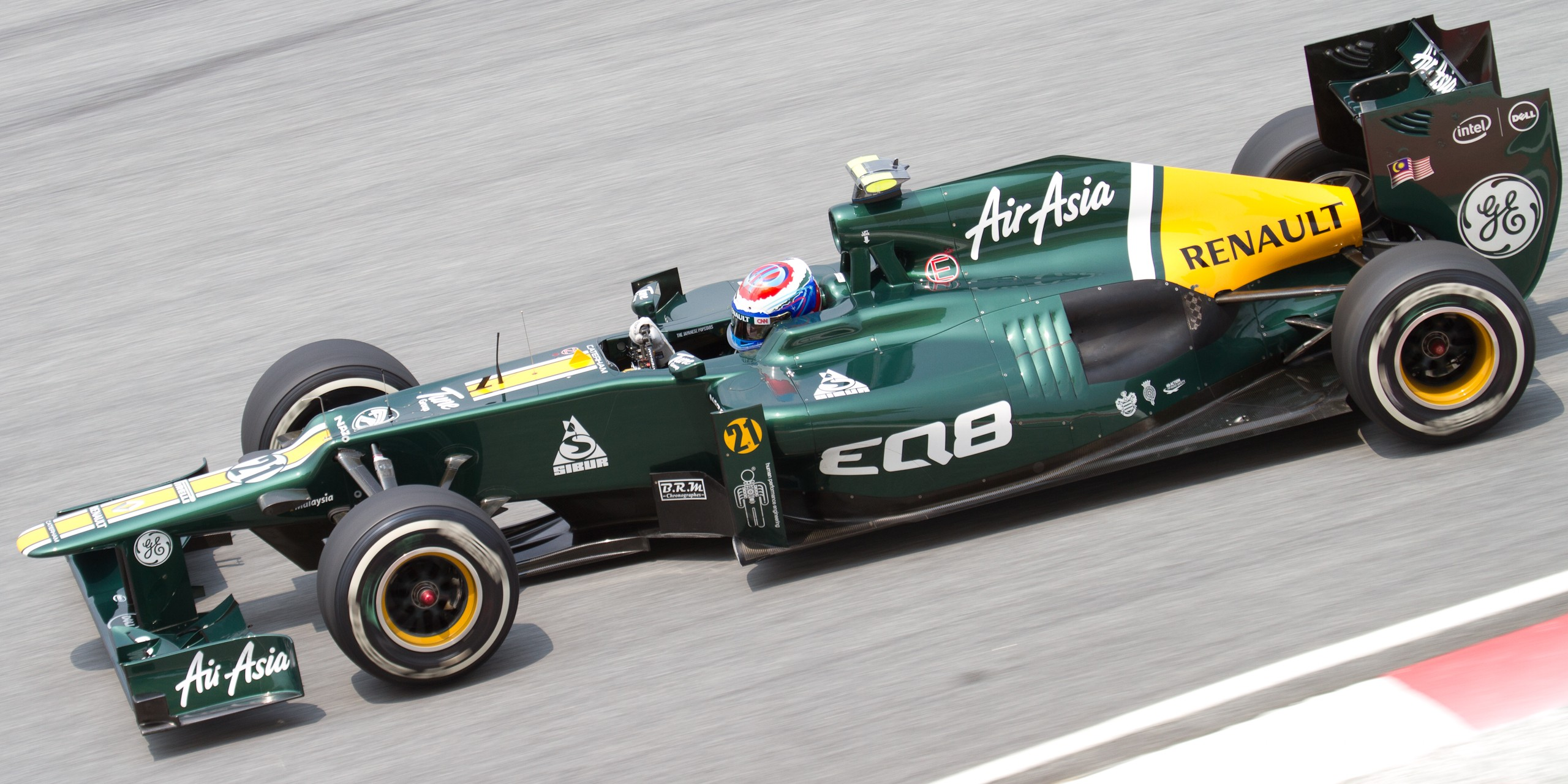
Petrov a 2012-es Formula–1 maláj nagydíj-on.

Az alábbi táblázatban azok a versenyzők láthatóak, akiket a csapat és a cég is támogat.
| Versenyző                                   | Bajnoki győzelmek |
| FIA Formula–2 bajnokság                     | FIA Formula–2 bajnokság |
| ------------------------------------------- | --- |
| Robert Svarcman                             | Toyota Racing Series (2018) FIA Formula–3 bajnokság (2019) |
| Hosszútávú-világbajnokság (WEC) – 2018–2019 | |
| Mihail Aljosin                              | Olasz Formula–Renault Téli kupa (2004) Formula Renault 3.5 Series (2010) |
| Vitalij Petrov                              | Orosz Lada kupa (2001-2002) Orosz Formula 1600-as-bajnokság (2005) Lada Revolution Kupa (2005) |
| Szergej Szirotkin                           | Formula Abarth-bajnokság (2011) |
| Stéphane Sarrazin                           | Francia Formula Renault-bajnokság (1992) Le Mans sorozat (2007,2010) |
| Stoffel Vandoorne                           | Formula–4 1.6 Európa-kupa (2010) Formula Renault 2.0 Európa-kupa (2012) GP2 (2015) |
| Jegor Orudzsev                              | nincs |
| GT Európa (Blancpain GT)                    | |
| Denis Bulatov                               | nincs |
| Davide Rigon                                | Formula Azzurra-bajnokság (2005) Euroseries 3000-bajnokság (2007) Superleague Formula-bajnokság (2008,2010)                                                                                        |
| Miguel Molina                               | SprintX GT Bajnokság (2018) |
| Európai Le Mans sorozat                     | |
| Viktor Shajtar                              | Orosz Formula 1600-as-bajnokság (2002) Európai Le Mans sorozat (2013 – GTC, 2014 – GTE) WEC (2015 – LMGTE Am)                                                                                      |
| Matyevosz Iszakjan                          | nincs |
| Formula Renault 2.0 Európa-kupa             | |
| Aleksandr Vartanyan                         | nincs |
| Aleksandr Smolyar                           | nincs |
| Formula–4-es bajnokságok                    | |
| Irina Sidorkova                             | nincs |
| Mikhael Belov                               | nincs |
| Pavel Bulantsev                             | nincs |
| Gokart bajnokságok                          | |
| Nyikita Bedrin                              | nincs |
| Kirill Smal                                 | nincs |
| Aleksej Brizhan                             | nincs |
| Orosz túraautó-bajnokság                    | |
| Kirill Ladygin                              | Lada Revolution Kupa (2004,2006) |
| Jelenleg nem versenyeznek                   | |
| Szergej Szirotkin                           | Formula Abarth-bajnokság (2011) |
| Aleksej Basov                               | Túraautó-Európa-kupa (2007 – Super Production) Orosz túraautó-bajnokság (2007-2008) Ukrán túraautó-bajnokság (2009) Ferrari Challenge Európa (2012) WEC (2015 – LMGTE Am) Le Mans kupa 2016 – GT3) |
| David Markozov                              | Európai Le Mans sorozat (2014 – GTC) |
| Anton Ladjgin                               | Európai Le Mans sorozat (2014 – GTC) |
| Vladimir Atoev                              | nincs |
| Aleksej Korneev                             | nincs |
| Nikita Troitskij                            | nincs |
| Ivan Shvetsov                               | nincs |
| Forrás:                                     | |

## SMP Fromula-4-es bajnokság
Az SMP Formula–4-es bajnokság egy regionális együléses bajnokság, amely a Formula–4-es szabályrendszerre alapul.